# Confessio

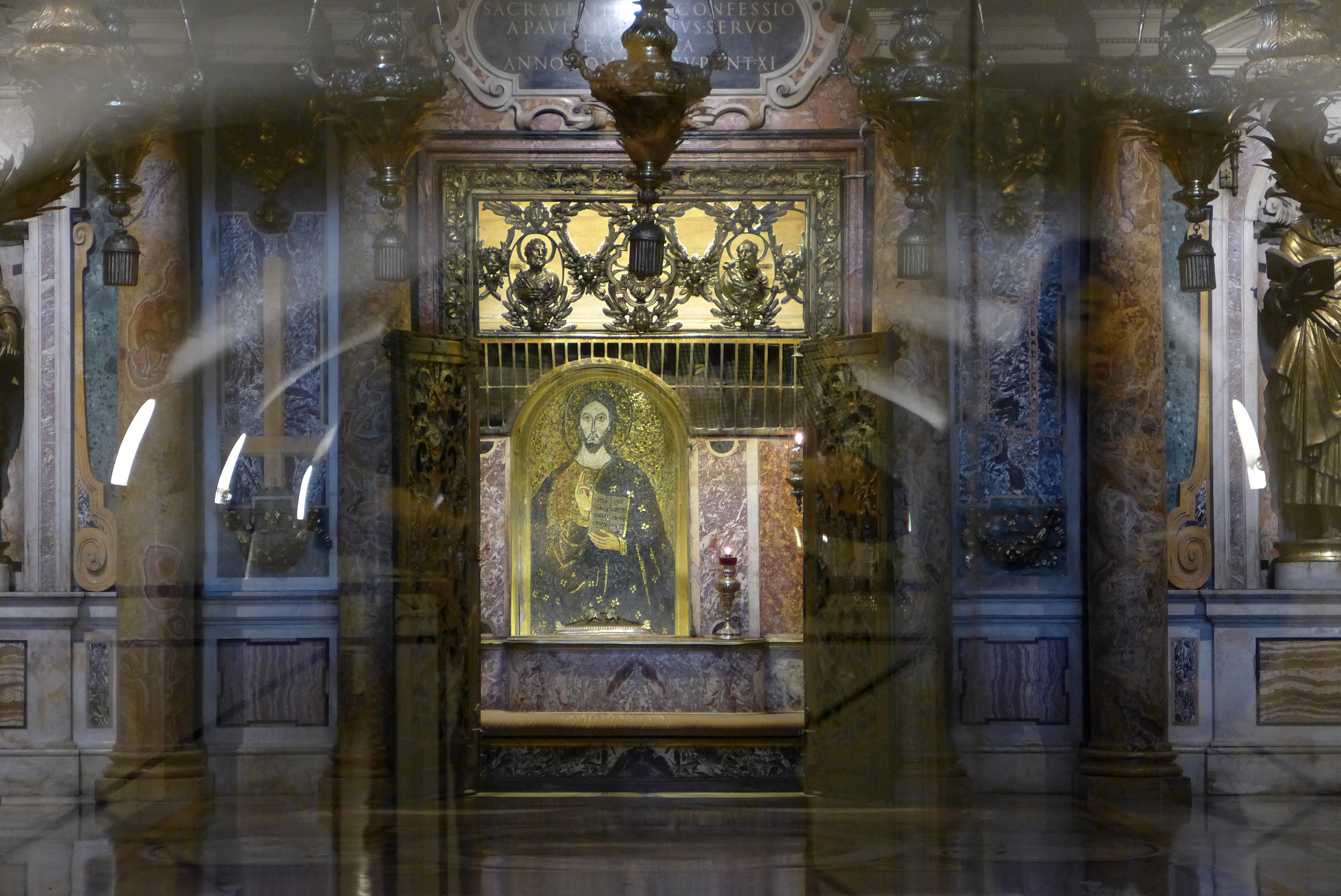
Confessio de san Pedro en la basílica de San Pedro, Ciudad del Vaticano

La confessio es el lugar de una iglesia destinado a la sepultura de santos, mártires o maestros de la fe. Esta acepción se da sobre todo en el ámbito cristiano occidental —especialmente el catolicismo—, mientras que en el ámbito oriental (Iglesia ortodoxa) se emplea el término martyrium, aunque el concepto es el mismo.
Estos espacios suelen ser subterráneos, por lo general ubicados bajo el altar de las iglesias, por lo que normalmente se hallan en las criptas, un lugar subterráneo donde se celebran ceremonias religiosas y en ocasiones enterramientos. Las confessio suelen estar destinadas a santos o mártires que se han ocupado especialmente de la transmisión de la fe, como san Patricio o san Agustín. La confessio más famosa es la de san Pedro, en la basílica homónima del Vaticano.